# Marcel Mahouvé
 (octobre 2007).
Si vous disposez d'ouvrages ou d'articles de référence ou si vous connaissez des sites web de qualité traitant du thème abordé ici, merci de compléter l'article en donnant les références utiles à sa vérifiabilité et en les liant à la section « Notes et références ».
Marcel Mahouvé est un footballeur international camerounais né le 16 janvier 1973 à Douala. Il a terminé sa carrière en tant que milieu de terrain du FC Miami City Champions.

## Palmarès
- Vainqueur de la Coupe d'Afrique des nations en 2000 avec le Cameroun[4].